# Ryōsuke Kakigi
Ryōsuke Kakigi (japanisch 柿木 亮介 Kakigi Ryōsuke; * 23. Dezember 1991 in Ashiya) ist ein ehemaliger japanischer Fußballspieler.

## Karriere
Kakigi erlernte das Fußballspielen in der Schulmannschaft der Seiritsu Gakuen High School und der Universitätsmannschaft der Osaka-Gakuin-Universität. Seinen ersten Vertrag unterschrieb er 2014 bei Gainare Tottori. Der Verein spielte in der dritthöchsten Liga des Landes, der J3 League. Für den Verein absolvierte er 48 Ligaspiele. 2016 wechselte er zum Ligakonkurrenten Fujieda MYFC. Für den Verein absolvierte er 48 Ligaspiele. 2019 wechselte er zu Ococias Kyoto AC. Ende 2019 beendete er seine Karriere als Fußballspieler.